# پازن
پاژَن (نام علمی: Capra aegagrus aegagrus) نام یک زیرگونه از گونه بز کوهی است.
پاژن‌ها در بالارفتن از صخره‌های صعب‌العبور مهارت شگفت‌انگیزی دارند. به همین سبب، به آن‌ها سلطان صخره‌ها نام داده‌اند. پاژن‌های نر، که کَل نامیده می‌شوند، شاخ‌های بلند شمشیر مانند و ریش‌سیاه رنگ دارند. پازن‌ها در مناطق کوهستانی و صخره‌ای (تا ارتفاعات ۴ هزار متری) زندگی می‌کنند. آن‌ها در پاکستان، افغانستان، ترکمنستان، ترکیه، یونان و قفقاز دیده می‌شوند و در ایران، در تمام نقاط به جز مناطق کویری مرکزی پراکنده‌اند.
هنگام پریدن و بالارفتن پازن‌ها از صخره‌ها، با برخورد پاهایشان به هم و به صخره‌ها، صدا ایجاد می‌شود. به همین سبب، به آن‌ها پازَن می‌گویند. کل‌ها و بزها از اجداد بزهای اهلی هستند و می‌توانند با آن‌ها جفت‌گیری کنند. اما تفاوت‌های مشخصی مانند شاخ‌های بلند و شمشیر مانند، آن‌ها را از بزهای اهلی جدا می‌کند.

## شکل ظاهری

### بدن
طول بدن پازن ۱۲۰ تا ۱۶۰ سانتی‌متر، طول دمش ۱۲ تا ۱۵ سانتی‌متر، ارتفاع بدنش ۶۵ تا ۹۵ سانتی‌متر، وزن نرها ۷۰ تا ۱۲۰ کیلوگرم و وزن ماده‌ها ۵۰ تا ۵۵ کیلوگرم است. پازن‌ها دارای جثه‌ای تنومند، دمی سیاه و پاهایی کوتاه دارد. نرها دارای ریش بلند و سیاه رنگ و نوار تیره‌ای روی پشت و شانه هستند که در ناحیهٔ سینه پهن می‌شود و به صورت طوق در می‌آید. رنگ بدن با بالارفتن سن تغییر می‌کند. جوان‌ها بدنی مایل به خاکستری دارند و بالغ‌ها در زمستان کرم رنگ هستند.

#### شاخ
شاخ در پازن‌های نر و ماده متفاوت است. نرها که کَل نامیده می‌شوند، دارای شاخ‌های بلند و گره‌داری هستند که طول آن‌ها به ۱۵۰ سانتی‌متر می‌رسد. این شاخ‌های گره‌دار، بلند و زیبای کَل‌ها، که مانند شمشیر به طرف عقب بدن متمایل شده، به صورت نیم‌دایره است و سبب می‌شود اگر زمانی این جانوران از صخره پرت شوند، روی آن غلت بزنند و جان خود را نجات دهند. ماده‌ها نیز دارای شاخ‌هایی بسیار ساده و کوتاه هستند. همچنین شاخ‌ها وسیلهٔ دفاعی کل‌ها در هنگام جفت‌گیری هستند. در این فصل، نرها برای به دست آوردن ماده‌ها با هم به‌سختی جدال می‌کنند. ضرباتی که این حیوانات در هنگام جنگیدن با شاخ‌هایشان به هم می‌زنند، معمولاً در یک‌سوم ابتدایی از طول شاخ‌ها وارد می‌شود.
سن پازن‌های نر را می‌توان از روی شاخ آن‌ها تشخیص داد. هر سالی که از سن پازن‌ها بگذرد، بر طول شاخ و قطر آن افزوده می‌شود و بر اثر این رشد، روی شاخ‌ها برجستگی‌های مشخصی باقی می‌ماند که به آن‌ها «گره» می‌گویند. با شمردن این گره‌ها، می‌توان سن پازن‌ها را حدس زد. رشد شاخ در سال‌های اولیه زیاد است؛ ولی معمولاً از ۷ سالگی به بعد کم می‌شود. رشد این شاخ‌ها در زمستان تقریباً متوقف می‌شود؛ ولی گره‌ها رشد می‌کنند و بزرگ می‌شوند.

## رفتار

#### مهاجرت سالانه
با آن که پازن‌ها در مناطق کوهستانی زندگی می‌کنند، مهاجرت سالانهٔ منظمی دارند و در فصل‌های متفاوت می‌توان آن‌ها را در ارتفاعات گوناگونی دید. با فرارسیدن زمستان، گله‌ها به طرف دامنه‌های پایین کوه می‌روند که برف ندارد و در آنجا از بوته‌ها تغذیه می‌کنند. با گرم شدن هوا، به سمت ارتفاعات حرکت و از گیاهان سبز و تازه تغذیه می‌کنند.

#### ساعت کاری پازن‌ها
کل و بز روزگرد هستند، ولی گاهی شب‌ها نیز به چرا می‌پردازند. روزگرد بودن بدین معنی است که بیش‌ترین فعالیت آنان در ساعات اولیهٔ صبح، قبل و بعد از طلوع صورت می‌گیرد. اواسط روز بیش‌تر می‌توان آن‌ها را به صورت نیمه خواب و در حال استراحت دید و پس از غروب آفتاب مجدداً شروع به تغذیه می‌کنند. ظاهراً با کاهش دما و بارش برف این روند تغییر کرده و کل و بز در اواسط روز (ظهرها) غذا می‌خورند و بقیه روز را به استراحت می‌پردازند.

#### تغذیه
کل و بزها از علوفه، بوته‌ها وبرگ درختان تغذیه می‌کنند. علاوه بر گیاهان علفی و بوته‌ای کل و بزها از شاخ و برگ درختان و درختچه‌هایی نظیر ارس و بادام کوهی نیز استفاده می‌کنند. علاوه بر آنکه بزها نسبت به کل‌ها مواد مغذی‌تری را می‌خورند، زمان بیش‌تری را نیز در حال چرا و خوردن غذا هستند. چون آنان احتیاج به انرژی زیادی در طول فصل زایمان و شیردهی دارند. از آنجا که جرم بدن نرها بیش‌تر است، نرها باید بتوانند با جذب بیش‌تر مواد مغذی، کمتر خوردن را جبران کنند.

## نگرانی‌ها
کَل‌ها و بزها با جثهٔ نسبتاً بزرگ، یکی از جانوران مورد علاقهٔ شکارچیان هستند؛ تا جایی که تعداد آن‌ها مانند بقیهٔ سم‌داران ایران، در حال کم شدن است. وابستگی پازن‌ها به صخره‌ها و مشخص بودن محل زیست محدود آن‌ها، باعث شده‌است شکارچیان به‌راحتی آن‌ها را پیدا و شکار کنند. هرچه پازن‌ها در مناطق صخره‌ای قادر به فرار و حرکت سریع هستند، در مناطق صاف، بی‌دفاع می‌شوند. برخی شکارچیان از این خصوصیت استفاده می‌کنند و با رَم دادن آن‌ها به دشت، به شکار این جانوران می‌پردازند. یکی دیگر از خصوصیات پازن‌ها، که باعث ازبین رفتن آن‌ها می‌شود، این است که هنگام فرار گاهی می‌ایستند و به پشت سر خود نگاه می‌کنند. این کار به شکارچیان فرصت خوبی می‌دهد تا آن‌ها را شکار کنند.
از آنجایی که کَل‌ها و بزها طعمه‌های بسیار مناسبی برای گوشت‌خواران به‌شمار می‌روند و اگر جمعیت آن‌ها کم شود، نسل گوشت‌خواران منقرض خواهد شد.

## پازن در اسطوره‌ها و باورهای عامه
شاخ بز کوهی نماد قدرت و نیرو و باروری است. شاخ‌های گاو نر و بز کوهی در دنیای باستان نماد هلال ماه و کشتی نور بودند که در دریای شب سفر می‌کند. از آنجا که ماه را زمان‌های بسیار کهن با باران مرتبط می‌دانستند و خورشید در نظر آنان با خشکی و گرما ارتباط داشت، شاخ خمیده نماد باروری (حاصل خیزی) نیز بود. از این رو، گاهی فقط شاخ خمیده را بر ظرف نقاشی می‌کردند که «برکه‌ای از آب» را فراگرفته بود.